# Мечеть Шахидов
Мечеть Шахидов (азерб. Şəhidlər məscidi) — суннитская мечеть, расположенная в столице Азербайджана, в городе Баку, на Аллее шахидов. Мечеть была построена в начале 1990-х при содействии властей Турции. Используется как официальная резиденция религиозных атташе посольства Турции. В 2009 году в связи с реконструкцией мечеть была временно закрыта. В 2016 году вновь открыта для верующих.

## Архитектура мечети
Мечеть относится к необычному для Апшерона типу турецких мечетей. На мечети на арабском и турецком языках написан 154-й аят из суры Аль-Бакара:

Не говорите о тех, которые умерли на пути Аллаха: "Мертвые!" Нет, живые! Но вы не чувствуете.
Оригинальный текст (ар.)وَلَا تَقُولُوا لِمَنْ يُقْتَلُ فِي سَبِيلِ اللَّهِ أَمْوَاتٌ ۚ بَلْ أَحْيَاءٌ وَلَٰكِنْ لَا تَشْعُرُونَОригинальный текст (тур.)Allah yolunda öldürülenlere “ölüler” demeyiniz bilakis onlar diridirler lakin siz anlayamazsınız
—  2:154 (Крачковский)